# Oberes Verstal
Oberes Verstal este o arie protejată (arie specială de conservare — SAC, sit de importanță comunitară — SCI) din Germania întinsă pe o suprafață de 85,6 ha, integral pe uscat.

## Localizare
Centrul sitului Oberes Verstal este situat la coordonatele 50°41′08″N 8°34′26″E / 50.6856°N 8.5739°E.

## Înființare
Situl Oberes Verstal a fost declarat sit de importanță comunitară în aprilie 1999 pentru a proteja 11 specii de animale. Situl a fost protejat și ca arie specială de conservare în martie 2008.

## Biodiversitate
Situată în ecoregiunea continentală, aria protejată conține 5 habitate naturale: Pajiști cu Molinia pe soluri calcaroase, turboase sau argilos-nămoloase (Molinion caeruleae), Liziere de ierburi înalte hidrofile de câmpie și de nivel montan până la alpin, Fânețe de joasă altitudine (Alopecurus pratensis, Sanguisorba officinalis), Păduri de fag Luzulo-Fagetum, Păduri aluvionare cu Alnus glutinosa și Fraxinus excelsior (Alno-Padion, Alnion incanae, Salicion albae).
La baza desemnării sitului se află mai multe specii protejate:
- păsări (10): pescăruș albastru (Alcedo atthis), rață mică (Anas crecca crecca), fâsă de luncă (Anthus pratensis), erete de stuf (Circus aeruginosus), erete vânăt (Circus cyaneus), șoimul rândunelelor (Falco subbuteo), sfrâncioc mare (Lanius excubitor excubitor), Luscinia svecica cyanecula, vultur pescar (Pandion haliaetus), mărăcinar (Saxicola rubetra)
- nevertebrate (1): phengaris nausithous (Maculinea nausithous)

Pe lângă speciile protejate, pe teritoriul sitului au mai fost identificate 11 specii de plante, 1 specie de amfibieni, 4 specii de mamifere, 12 specii de nevertebrate, 1 specie de reptile.